# غل شور (ميانكوه)
غل شور (بالفارسية: گل شور) هي قرية تقع في إيران في Miankuh Rural District. يقدر عدد سكانها بـ 173 نسمة .